# Лазарев, Анатолий Иванович
Анато́лий Ива́нович Ла́зарев (18 июня 1922, г. Белая Церковь, Киевская губерния — 11 октября 1993, Москва) — советский разведчик, руководитель Управления «С» (нелегальной разведки) Первого главного управления КГБ СССР, генерал-лейтенант.

## Биография
Родился в г. Белая Церковь, Киевская губерния в 18 июня 1922 года.
В 1940 был мобилизован в войска НКВД.
В органах госбезопасности с 1943 года. Окончил Школу особого назначения НКВД в составе 1-го Управления НКГБ СССР.
С 1959 по 1966 годы был резидентом КГБ в Париже. На годы его работы в Париже приходится в частности успешная многоходовая операция, проведенная внешней разведкой СССР во Франции, которая в книге Виталия Павлова называется кодовым именем «Карфаген», и в которой Лазарев принимал активное участие. Советской разведке удалось внедрить в диспетчерский центр американской армии, через который шла вся секретная корреспонденция из США, своего агента. В результате советское руководство получило ряд сверхсекретных документов. В частности был получен мобилизационный план американского главного командования на случай подготовки и начала военных действий Запада против стран Варшавского Договора.
С 1966 по 1974 годы А. И. Лазарев — Заместитель начальника ПГУ КГБ при СМ СССР — начальник Управления «С» (нелегальная разведка). По утверждению Олега Калугина причиной ухода Лазарева с должности был конфликт с Крючковым.
С 1974 по 1976 год Лазарев является Уполномоченным КГБ по координации и связи с МГБ ГДР. С данного поста он был отозван по просьбе Э. Хонеккера. Возник конфликт, связанный с задержанием немецкой полицией сотрудника КГБ.
С 1987 года А. И. Лазарев в отставке.

## Смерть
Умер 11 октября 1993.

## Награды
Орден Ленина, Орден Красного Знамени, Орден Отечественной войны I степени, Орден Трудового Красного Знамени, 2 ордена Красной Звезды, нагрудный знак «Почетный сотрудник госбезопасности», медали.